# دیوید نون (دوچرخه‌سوار)
دیوید نون (انگلیسی: David Noon؛ 1878 – 26 march ۱۹۳۸ (۵۹−۶۰ سال)) دوچرخه‌سوار اهل بریتانیا بود. وی در بازی‌های المپیک تابستانی ۱۹۰۸ شرکت کرده است.